# Palacio de Justicia del Condado de Hillsdale
El Palacio de Justicia del Condado de Hillsdale (en inglés Hillsdale County Courthouse) es un edificio gubernamental ubicado en 29 North Howell Street en Hillsdale, una ciudad en el estado de Míchigan (Estados Unidos). Fue designado Sitio Histórico del Estado de Míchigan en 1969 e incluido en el Registro Nacional de Lugares Históricos en 1982. 

## Historia
El condado de Hillsdale se separó del condado de Lenawee en 1829. La sede de condado original, Jonesville, fue elegida en 1831. En 1839, Hillsdale, más céntrico, comenzó a expresar su deseo de ser la sede, y en 1843 la legislatura estatal estuvo de acuerdo.
Se erigió una estructura temporal como palacio de justicia en este sitio; esta fue seguida por otra de 9 m por 15 m. Esta estructura se quemó en 1849, y a principios de 1851 se completó un nuevo palacio de justicia, esta vez de arenisca.
En 1887, se reconoció que era necesario un nuevo palacio de justicia. Sin embargo, los votantes no aprobaron los fondos necesarios sino hasta 1898, cuando se asignaron 45 000 dólares para la obra. El condado contrató a Claire Allen de Jackson para diseñar el edificio y a Geake y Henry de Fort Wayne para construirlo. La obra comenzó en 1898 y terminó en 1899, y el edificio se inauguró el 6 de septiembre de ese año.
Se añadió un reloj a la torre en 1909 y se restauró en 1985.

## Descripción
El Palacio de Justicia del Condado de Hillsdale es una estructura neorrenacentista de arenisca amarilla de tres pisos. Su techo a cuatro aguas está coronado por una cúpula de cobre. Un pórtico con frontón cubre la entrada principal.